# 윤선근
윤선근(尹先根, 1958년 7월 6일, 전라남도 순천시 ~ )은 대한민국의 제6·7대 서울특별시 강남구의원이었다.

## 경력
- 2010.07 ~ 2014.06 제6대 서울특별시 강남구의회 의원
- 2010.07 ~ 2012.07 제6대 서울특별시 강남구의회 전반기 운영위원회 부위원장
- 2011.11 ~ 2011.11 제6대 서울특별시 강남구의회 복지도시위원회 행정사무감사 부위원장
- 2011 국민건강보험공단 강남동부지사 자문위원
- 2011 강남구 상수도사업소 자문위원
- 2011 강남의제21추진협의회 위원
- 민주당 서울시당 강남구 을 사무국장
- 민주당 서울시당 특별위원 사회복지 부위원장
- 서울특별시 강남구의회 민주당 대표 의원
- 2011 민주통합당 중앙당 근로복지특위 부위원장
- 2012.07 ~ 2014.06 제6대 서울특별시 강남구의회 후반기 복지도시위원회 위원
- 2012.07 ~ 2014.06 제6대 서울특별시 강남구의회 후반기 행정재경위원회 위원
- 2012.07 ~ 2014.06 제6대 서울특별시 강남구의회 후반기 예산결산특별위원회 위원
- 2012.11 ~ 2012.11 제6대 서울특별시 강남구의회 복지도시위원회 행정사무감사 위원
- 2013.02 ~ 2013.05 제6대 서울특별시 강남구의회 생활체육·문화발전특별위원회 위원
- 2013.11 ~ 2013.11 제6대 서울특별시 강남구의회 복지도시위원회 행정사무감사 위원
- 2014.07 ~ 2015.09 제7대 서울특별시 강남구의회 의원
- 2014.07 ~ 2015.09 제7대 서울특별시 강남구의회 전반기 복지도시위원회 위원
- 2014.07 ~ 2015.09 제7대 서울특별시 강남구의회 전반기 부의장
- 2014.11 ~ 2014.11 제7대 서울특별시 강남구의회 복지도시위원회 행정사무감사 위원

## 역대 선거 결과
|  | 32.21% |

|  | 27.23% |